# Битва при Санджу
Битва при Санджу (кор. 尚州戰鬪, 상주전투, яп. 尚州の戦い) — бой, состоявшийся между японскими и корейскими войсками вблизи корейского города Санджу в начале Имдинской войны.

## Краткие сведения
1-я японская экспедиционная армия под командованием Кониси Юкинаги продвигалась на север, с целью захватить Сеул. На встречу ей из корейской столицы было выслано небольшое войско в 800 человек во главе с генералом Ли Илем. Оно заняло позиции на холмах в окрестностях города Санджу на севере провинции Кёнсандо. Поскольку солдат не хватало, Ли Иль мобилизовал 1000 крестьян из окрестных поселений. Когда гонец принес ему информацию, что многотысячная японская армия приближается к Санджу, генерал отрубил ему голову, чтобы предотвратить панику среди собственного войска.
5 июня 1592 Ли Иль выслал патруль, чтобы разведать место нахождения японских сил. Однако патрульные были подстрелены снайперами противника и не вернулись. Вскоре с тыла неожиданно появилась японская пехота, которая открыла огонь из аркебуз. В ответ корейцы стали стрелять из луков, но их стрелы не долетали. Японский полководец Кониси отдал приказ штурмовать корейские позиции на холмах, предварительно окружив их. Ли Иль разгадал замысел противника и, чувствуя опасность, бежал вместе с остатками своего войска.
Победа японцев в Санджу открыла им дорогу в Чхунджу.